# Avrättning

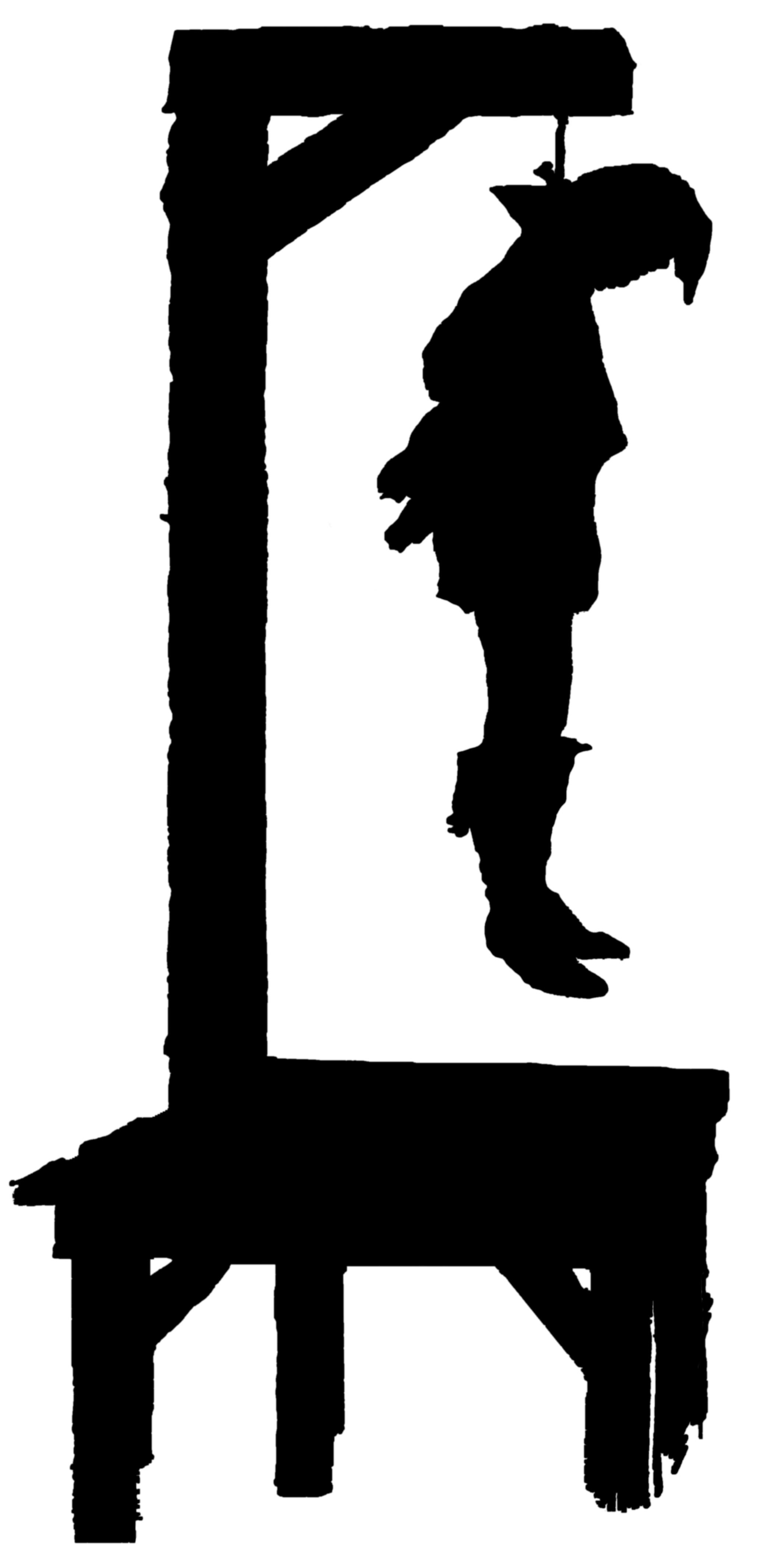
Hängning, en traditionell avrättningsmetod.

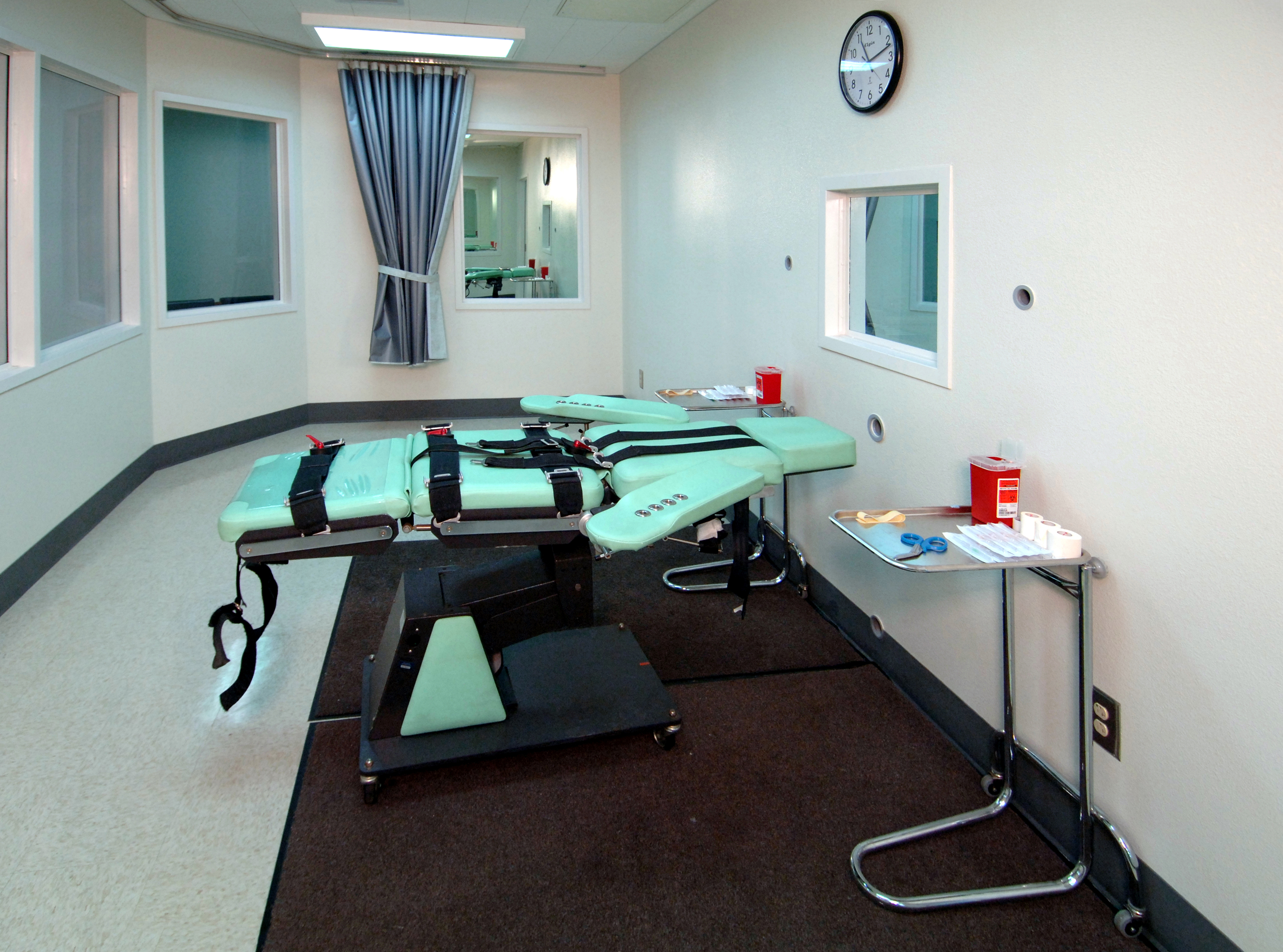
Giftinjektion är en modern avrättningsmetod och den vanligaste i USA. Så här ser ett rum ut där avrättningar i USA äger rum.

Avrättning är en myndighets verkställande av dödsstraff.
På senare år har ordets betydelse i massmedia och vardagsspråk glidit över till att även beteckna vissa typer av organiserade mord, bland annat vid gisslantaganden och kriminella uppgörelser.

## Offentliga och intermurala avrättningar
Legala avrättningar kan vara antingen offentliga eller intermurala. Intermural avrättning är den svenska benämningen på en avrättning som sker utan att vara öppen för allmänhetens insyn.

### Sverige
Under senare tid i Sverige innebar en offentlig avrättning att bönder kommenderades ut för att stå spetsgård medan avrättningen skedde. Efter 1876 var alla avrättningar i Sverige intermurala och de offentliga avrättningarna avskaffades officiellt 1877 (SFS 1877:27). Den senaste personen som avrättades i Sverige var Alfred Ander som giljotinerades 1910.
I praktiken kom intermural avrättning i Sverige att betyda att fången avrättades på fängelsegården på ett av de länsfängelser som fanns i stället för på häradstingets avrättningsplats som tidigare varit praxis. Det betydde också att datum och tidpunkt för avrättningen hemlighölls fram tills att den verkställts, till skillnad från tidigare då den publicerades öppet. I två fall misslyckades man med att hemlighålla denna uppgift, vid Anders Larsson vid Kvallans avrättning 1879 och vid Anna Månsdotters avrättning 1890. Vid båda tillfällena hade en större mängd människor samlats utanför fängelsets murar och i Månsdotters fall skall obehöriga ha kommit in och bevittnat själva avrättningen.
I den kungliga förordningen från 10 augusti 1877 föreskrevs att avrättningen skulle ske genom halshuggning på fängelsegården. Inför avrättningen skulle delinkventen ges möjlighet att förbereda sig med hjälp av ett biträde. Detta biträde kunde vara präst, fängelse- eller provinsialläkare, kronofogde eller magistratsledamot. Innan delinkventen fördes ut på gården lästes domen upp för de närvarande. De närvarandes antal var begränsat. Med delinkventen följde den som berett denne för avrättningen. Till detta tillkom en förordnad tjänsteman som skulle föra protokoll samt andra personer vilken Konungens befallningshavande (landshövdingen) hade tillkallat. Den kommun i vilken avrättningen ägde rum ägde rätt att utse högst tolv personer som fick närvara. Efter avrättningen stadgades att den avrättades kropp skulle jordfästas i stillhet på närmaste kyrkogård.

### Norge
I Norge avrättades ingen under perioden 1877–1939, och dödsstraff i fredstid avskaffades 1902. Under den tyska ockupationen under andra världskriget återinfördes dödsstraff och cirka 400 avrättades. Efter kriget avrättades 37 personer som straff för vad de gjort under kriget.

### Världen
I en stor del av de länder som tillämpar dödsstraff idag är intermurala avrättningar praxis. Den sista offentliga avrättningen i länder som USA och Frankrike var på 1930-talet. I USA har vissa senare avrättningar dock befunnit sig i gränslandet för att betraktas som offentliga avrättningar eftersom berörda personer får bevittna dem; ett exempel är Timothy McVeighs avrättning år 2001 som visades via tv för runt 300 personer.

## Typer av dödsstraff
De flesta länder har tidigare haft två typer av dödsstraff: dels kvalificerat dödsstraff (exempel stegling, rådbråkning med flera), dels avrättning genom metoder som i de flesta fall leder till döden relativt snabbt (halshuggning med flera). I äldre tider har man även gjort social skillnad vid avrättning; för de högre stånden gällde halshuggning, medan personer ur de lägre stånden avrättades genom hängning.

## Avrättningsmetoder använda i modern tid
- Arkebusering
- Elektriska stolen
- Garrottering
- Gaskammare
- Giftinjektion
- Giljotin
- Halshuggning
- Hängning
- Nackskott
- Stening
- Vältande av mur

## Historiska avrättningsmetoder
- Avrättning med elefant
- Levande begravning
- Bränning på bål
- Handbila
- Hängning, dragning och fyrdelning, brittiskt straff förbehållet förrädare
- Kokning, använt i modern tid av bland andra Idi Amin och Islam Karimov
- Korsfästelse
- Lingchi, styckning i små bitar
- Maronering, att lämnas på en liten öde ö
- Oubliette, att kastas ned i cell utan dörr för att törsta ihjäl, fransk medeltida metod
- Pålning
- Rådbråkning
- Stegling
- Strypning
- Stympning
- Sågning
- Dränkning

## Självmord genom avrättning
I äldre tid (främst medeltiden till upplysningstid) i Europa ansågs avrättningen sona den avrättades synder. Genom avrättningen blev alla synder förlåtna och den avrättade steg omedelbart till himmelriket. Eftersom självmord var en oförlåtlig synd var det därför inte helt ovanligt att avrättning användes som självmord. Genom att falskt tillvita sig eller begå ett brott belagt med dödsstraff skapades en förutsättning att ta sitt liv och ändå komma till himlen. Till exempel förefaller invalidiserade soldater på 1600-talet varit särskilt benägna att begå tidelag eller att tidigare ha begått tidelag. Saken uppmärksammades av statsmakten i Sverige vid flera tillfällen och löstes normalt sett genom att införa mer plågsamma dödsstraff.